# Печінка по-албанському
Печі́нка по-алба́нському, або печі́нка по-алба́нськи (тур. arnavut ciğeri) — страва албанської й турецької кухні, обсмажені в олії кубики ягнячої чи телячої печінки, приправлені гострим перцем, яку традиційно подають до столу з цибулею та петрушкою.

## Походження назви
Назва страви стамбульської кухні, відомої як «арнаут джієрі» (тур. arnavut ciğeri, дослівно «албанська печінка»), включає слово «арнаут» (тур. arnavut, «албанець»).

## Історія
Умовами для появи цієї страви була імміграція албанців до Стамбулу внаслідок воєн у п'ятнадцятому столітті на території, яка стала османськими Балканами (Румелія). Народи, які переселялися з Балкан до османської Анатолії, залишили тут слід, зокрема, албанці, яких наймали розносити та продавати сиру печінку. Османський мандрівник Евлія Челебі в записах кінця сімнадцятого століття зазначає про албанців як м'ясників у Стамбулі родом із Охриду, Корчі та Hurupişte (нині — Аргос Орестіко), які продають ягнячі м'ясні обрізки, такі як печінка, серце та нирки. Печінка по-албанському стала частиною турецької кухні в османський період, коли османи запозичували кулінарні традиції в народів, з якими вони стикалися, та пристосовували їх до власної кухні, кулінарних практик і звичаїв.